# Quod iam diu

Wappen Benedikts XV.

Die Enzyklika Quod iam diu (lat.: „Was schon lange“) wurde von Papst Benedikt XV. am 1. Dezember 1918 veröffentlicht und wurde aus Anlass der Beendigung des Ersten Weltkriegs verfasst. Sie trägt den Untertitel: „Über die bevorstehende Friedenskonferenz“.

## Kurzfassung
Schon seit langer Zeit habe man auf das Ende der Grausamkeiten warten müssen und gebetet, schreibt der Papst, und weiter: Zwar habe das Ende des Krieges noch nicht zum großen Frieden geführt, aber das Kriegsende, welches durch leidenschaftliche Gebete herbeigesehnt worden sei, sei nun erreicht. Warum dieser grauenvolle Krieg überhaupt entfacht wurde, könne verschiedene Gründe haben, aber jetzt sei Dank dem Herren für diesen Segen. Die Delegierten der verschiedenen Nationen würden sich nun zu einem ersten Kongress zusammenfinden, um der Welt einen gerechten und dauerhaften Frieden zu geben. Keine menschliche Versammlung habe bisher eine solche große und hohe Verantwortung auf sich genommen.
Alle Katholiken werden aufgefordert, diese Friedenskonferenz mit Gebet und Andacht zu begleiten, damit die noch zu treffenden Entscheidungen vom Heiligen Geist erfüllt werden.